# Werner Nekes
Werner Nekes (ur. 29 kwietnia 1944 w Erfurcie, zm. 22 stycznia 2017 w Mülheim an der Ruhr) – niemiecki reżyser filmów eksperymentalnych, w których oniryzmowi świata przedstawionego odpowiada wyszukana forma plastyczna, a akcją rządzą nie
tyle logika wydarzeń, co prawa rozwoju muzycznego. Najsłynniejszym jego filmem pełnometrażowym jest Ulisses z roku 1980.

## Wybrana filmografia
- 1980: Ulisses
- 1986: Johny Flash
- 1986: Co naprawdę wydarzyło się pomiędzy obrazami? (Was geschah wirklich zwischen den Bildern?)